# Ayman Azhil
Ayman Azhil (* 10. April 2001 in Düsseldorf, Nordrhein-Westfalen) ist ein marokkanisch-deutscher Fußballspieler. Er begann seine Karriere in der Jugend des Bundesligisten Bayer 04 Leverkusen, wurde dort Profispieler und war von 2020 bis 2022 zweimal auf Basis einer Leihe bei der RKC Waalwijk in den Niederlanden aktiv. Heute steht er bei der zweiten Mannschaft von Borussia Dortmund unter Vertrag. Er spielt auf der Position des defensiven Mittelfeldspielers.

## Karriere
Ayman Azhil begann seine Karriere 2008 in der Jugend des Bundesligisten Bayer 04 Leverkusen. Bis 2020 durchlief er dort alle Jugendmannschaften. In seinem letzten Jahr in der A-Jugend nahm der Cheftrainer der Profimannschaft, Peter Bosz, Azhil in mehrere Spieltagskader der ersten Mannschaft auf. So war er sechsmal Ersatzspieler bei Pflichtspielen, darunter viermal in der Bundesliga, kam in allen aber nicht zum Einsatz.
Für bessere Möglichkeiten auf Spielpraxis im Profibereich entschieden sich Azhil und Bayer 04 für eine Leihe des Spielers zum niederländischen Erstligisten RKC Waalwijk für die Saison 2020/21. Im Auswärtsspiel des Vereins bei Heracles Almelo kam Azhil zu seinem ersten Pflichtspiel im Profibereich, als er beim 1:0-Sieg seines Teams zum Ende der Partie eingewechselt wurde. Nachdem er Anfang Juli 2021 nach Leverkusen zurückgekehrt war und die Vorbereitung auf die neue Saison mit dem Verein absolviert hatte, wurde eine zweite Leihe mit der RKC Mitte August für die Saison 2021/22 vereinbart. Zur Saison 2022/23 kehrte Azhil erneut nach Leverkusen zurück. Im November 2022 debütierte er unter Xabi Alonso in der Bundesliga. Weitere Einsätze folgten in dieser Spielzeit nicht.
Nach seinem Vertragsende bei Bayer 04 wechselte Azhil zur Saison 2023/24 in die 3. Liga zur zweiten Mannschaft von Borussia Dortmund. Er kam in seinem ersten Jahr auf 28 Drittligaeinsätze (25-mal von Beginn) und 5 Tore. Zum Beginn der Saison 2024/25 saß Azhil unter Nuri Şahin mehrfach bei der Profimannschaft in der Champions League und im DFB-Pokal ohne Einsatz auf der Bank. Anfang November 2024 kam er erstmals für den BVB in der Bundesliga zum Einsatz.